# 内维尔格拉滕
内维尔格拉滕是奥地利蒂罗尔州利恩茨县的一个市镇。总面积87.08平方公里，总人口1003人，人口密度11.5人/平方公里（2005年）。